# Liste der Baudenkmäler in Hurlach

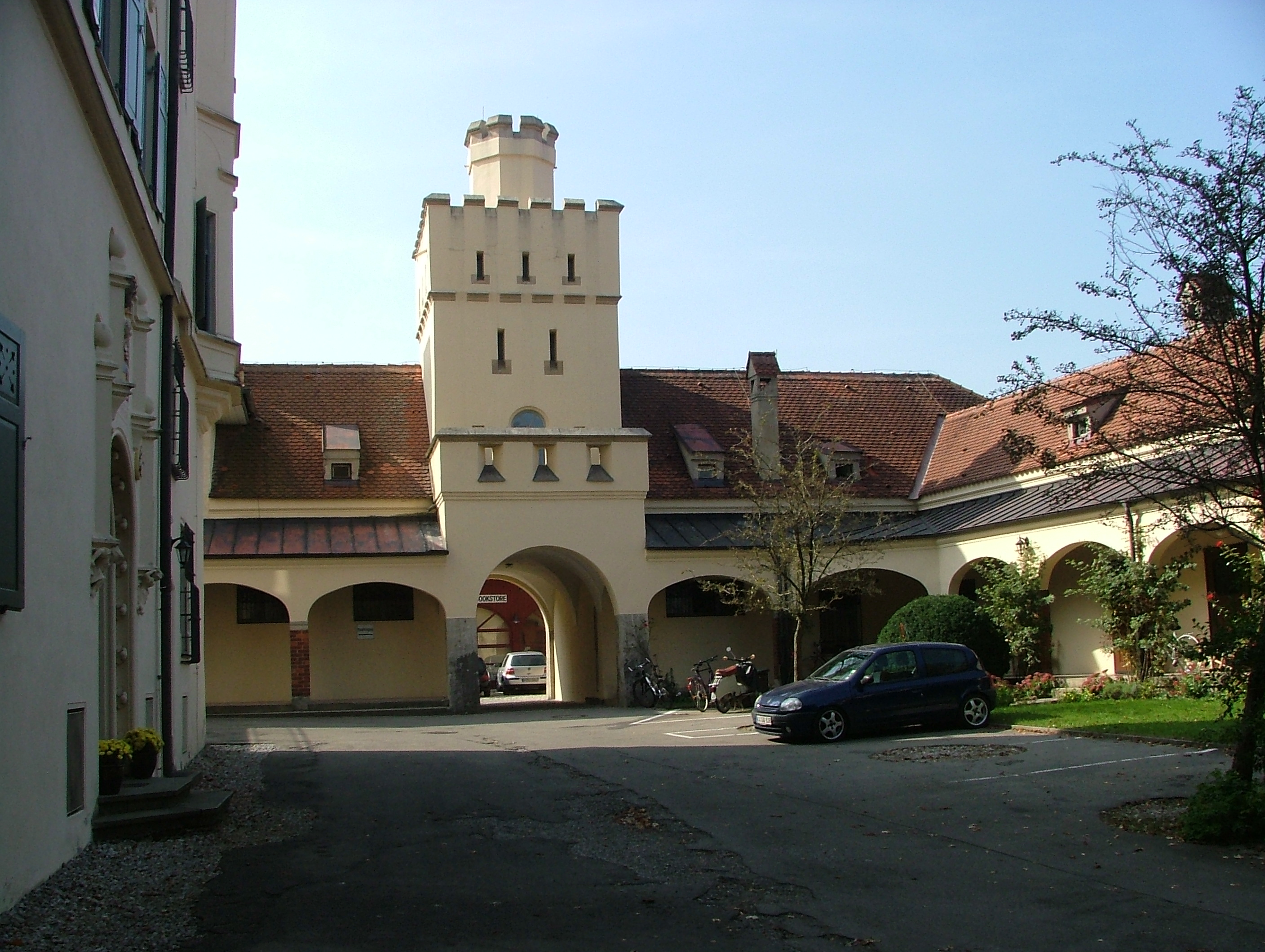
Blick in den Schlosshof von Hurlach

Auf dieser Seite sind die Baudenkmäler in der oberbayerischen Gemeinde Hurlach zusammengestellt. Diese Tabelle ist eine Teilliste der Liste der Baudenkmäler in Bayern. Grundlage ist die Bayerische Denkmalliste, die auf Basis des Bayerischen Denkmalschutzgesetzes vom 1. Oktober 1973 erstmals erstellt wurde und seither durch das Bayerische Landesamt für Denkmalpflege geführt wird. Die folgenden Angaben ersetzen nicht die rechtsverbindliche Auskunft der Denkmalschutzbehörde.

## Baudenkmäler
| Lage                                                                     | Objekt                                 | Beschreibung | Akten-Nr.              | Bild                           |
| ------------------------------------------------------------------------ | -------------------------------------- | --- | ---------------------- | ------------------------------ |
| Bergstraße 14 (Standort)                                                 | Hausfigur hl. Johannes Evangelist      | farbig gefasste sitzende Holzskulptur, Ende 15. Jahrhundert | D-1-81-126-4 Wikidata  | BW                             |
| Bergstraße 20 (Standort)                                                 | Katholische Pfarrkirche St. Laurentius | Saalbau mit eingezogenem Polygonalchor und Westturm, Turm romanisch, Kirche um 1500, barockisiert 1730 und 1763; mit Ausstattung; Ostzug der Friedhofsmauer, verputzte Mauer unter Einbezug eines Turmstumpfs, im Kern 16. Jahrhundert | D-1-81-126-1 Wikidata  | weitere Bilder                 |
| Iglinger Straße (bei der Bäckergasse) (Standort)                         | Bildstock                              | Pfeiler mit Bildnische, 1. Hälfte 19. Jahrhundert | D-1-81-126-6 Wikidata  | weitere Bilder                 |
| Iglinger Straße 8 (Standort)                                             | Hausfigur Christus in der Rast         | Holzskulptur, barock | D-1-81-126-5 Wikidata  | Hausfigur Christus in der Rast |
| Langerringer Straße 8 (Standort)                                         | Bauernhaus                             | langgestreckter Satteldachbau mit Giebelgesimsen, 1. Viertel 19. Jahrhundert | D-1-81-126-7 Wikidata  | Bauernhaus                     |
| Lechfeld (westlich der alten B 17 und östlich der neuen B 17) (Standort) | KZ-Friedhof Hurlach                    | kleine von niedriger Betonmauer umgebene Rechteckanlage mit dreiteiligem Gedenkstein, 1950 | D-1-81-126-12 Wikidata | weitere Bilder                 |
| Margarethenfeld (Standort)                                               | Katholische Kapelle St. Margaretha     | Saalbau mit eingezogenem Polygonalchor und Dachreiter, 2. Hälfte 15. Jahrhundert, Langhaus 16. Jahrhundert; mit Ausstattung | D-1-81-126-3 Wikidata  | BW                             |
| Meitinger Straße 7 (Standort)                                            | Hausfigur Christus in der Rast         | farbig gefasste Holzfigur, barock | D-1-81-126-8 Wikidata  | BW                             |
| Meitinger Straße 20 (Standort)                                           | Bauernhaus                             | Satteldachbau mit Durchfahrt und Giebelgesimsen, im Kern 18. Jahrhundert | D-1-81-126-9 Wikidata  | Bauernhaus                     |
| Poststraße 10 (Standort)                                                 | Gasthaus                               | stattlicher zweigeschossiger Satteldachbau mit Eckerkern, im Kern Mitte 16. Jahrhundert (dendrochronologisch datiert), im 19. Jahrhundert und modern erneuert | D-1-81-126-10 Wikidata | Gasthaus                       |
| Schloßgasse 1 (Standort)                                                 | Schloss                                | fünfgeschossiger Satteldachbau mit vier Ecktürmen und Treppengiebel in Formen der Renaissance, um 1610, Umbau durch Jean Keller 1898; Anbau von Wohn- und Wirtschaftsgebäuden in doppelt L-förmiger Anordnung um zwei Höfe, ein- bis zweigeschossige Satteldach- und Halbwalmdachbauten mit offenem Arkadengang und Zinnenturm bekrönter Durchfahrt, von Hans Schnell, 1904 | D-1-81-126-11 Wikidata | weitere Bilder                 |